# جويل إدواردز (لاعب دوري الرغبي)
جويل إدواردز (بالإنجليزية: Joel Edwards)‏ هو لاعب دوري الرغبي أسترالي، ولد في 17 يوليو 1988 في سيسنوك في أستراليا.